# Georg Foucar
Georg Foucar (* 5. März 1870 in Frankfurt am Main; † 16. November 1945 in Neugrünwald) war ein deutscher Manager der Zementindustrie.

## Leben
Nach dem Abitur an der Wöhlerschule in Frankfurt am Main studierte Foucar an der Ludwig-Maximilians-Universität München Naturwissenschaften. 1889 wurde er im Corps Brunsviga München aktiv. Am 23. Mai 1890 recipiert, bewährte er sich als Consenior und Fuchsmajor. 1898 promovierte er im Fach Chemie zum Dr. phil. Am 30. Januar 1899 wurde er Alter Herr seines Corps.
Wie viele Münchner Braunschweiger war er als Betriebschemiker, Betriebsassistent und Betriebsleiter in Werken der deutschen Zementindustrie tätig. Nach fünf Jahren im Ausland, insbesondere England und Frankreich, zur Inbetriebnahme deutscher Zementwerkeinrichtungen wurde er 1908 technischer Direktor und Vorstand der Portland-Cementfabrik in Elm (Schlüchtern). 1916 wurde er zum Technischen Direktor und Vorstandsmitglied der Portland-Cementfabrik Karlstadt am Main AG ernannt, wobei er weiterhin Vorstand der Portland-Cementfabrik Elm AG blieb. Im Ersten Weltkrieg war er unabkömmlich im Heimatdienst.
Foucar war stellvertretender Vorsitzender des Vereins Deutscher Portland-Cementfabrikanten, Mitglied des Deutschen Ausschusses für Eisenbeton, des Vorstandes der Steinbruchs-Berufsgenossenschaft, des Arbeitsgerichtes und Bezirksausschusses in Karlstadt. Er war Beisitzer am Oberversicherungsamt in Würzburg und Vertrauensmann der Arbeitgeber bei der Reichsversicherungsanstalt für Angestellte. Mit 75 Jahren gestorben, wurde er auf dem Hauptfriedhof (Frankfurt am Main) beigesetzt.

## Auszeichnungen
- Ernennung zum Kommerzienrat
- Preußisches Verdienstkreuz für Kriegshilfe
- König Ludwig-Kreuz
- Prinz Alfons-Erinnerungszeichen am grünen Band